# Waltheria indica
Waltheria indica är en malvaväxtart som beskrevs av Carl von Linné. Waltheria indica ingår i släktet Waltheria och familjen malvaväxter. Inga underarter finns listade i Catalogue of Life.

## Bildgalleri

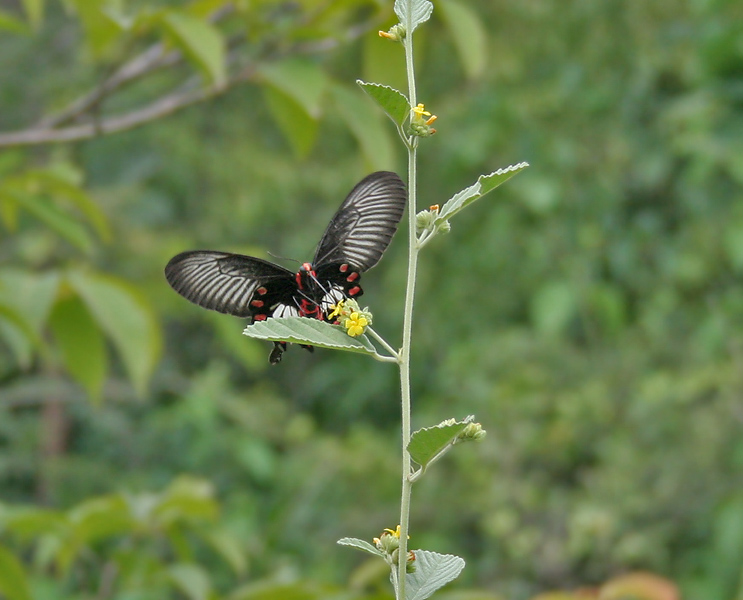
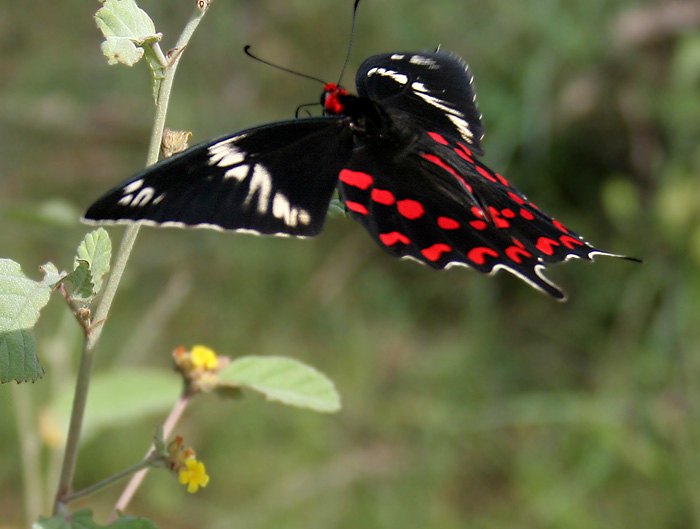
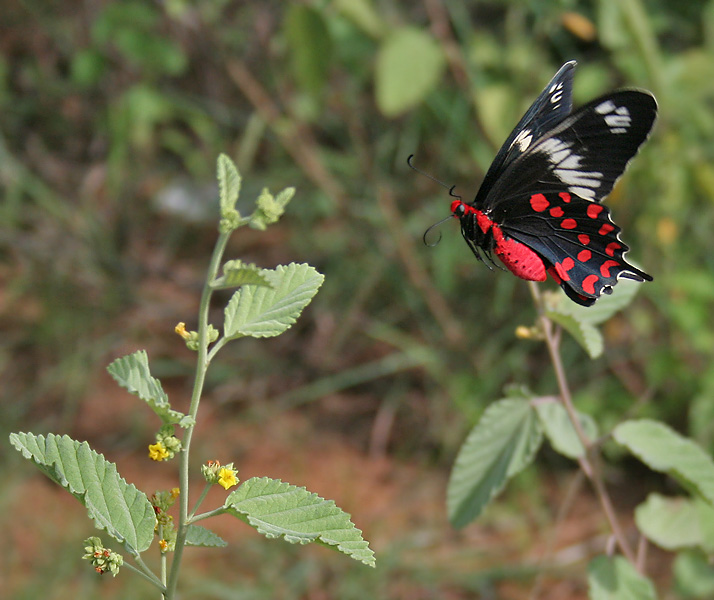
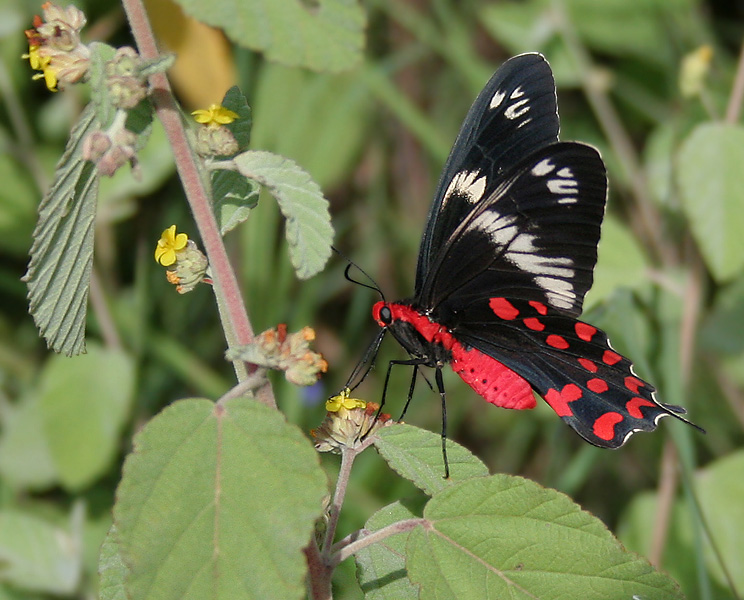
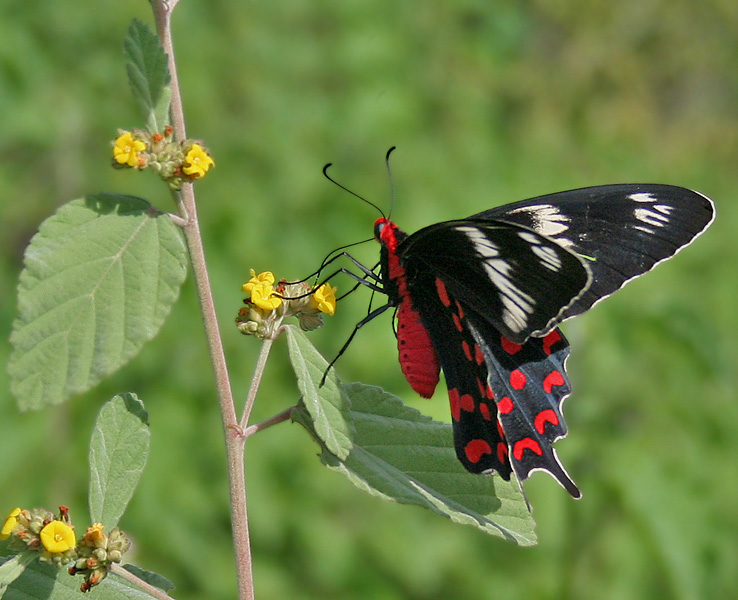
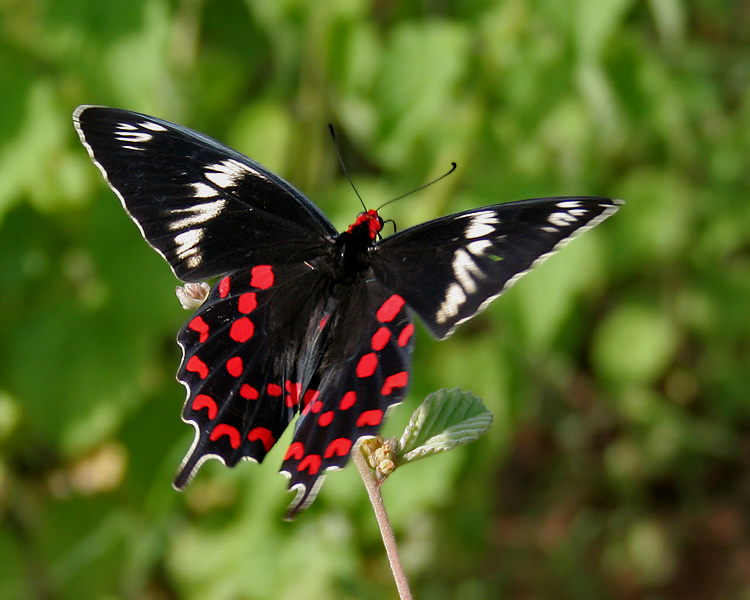